# Vår gemensamma framtid
Vår gemensamma framtid, informellt Brundtlandrapporten, (egentligen Report of the World Commission on Environment and Development: Our Common Future) är en rapport som skrevs av Världskommissionen för miljö och utveckling på uppdrag av Förenta nationerna 1987. Denna kommission leddes av Norges dåvarande statsminister Gro Harlem Brundtland, varför den allmänt kallas Brundtlandkommissionen. Rapporten redogjorde för sambandet mellan ekonomisk utveckling och miljöförstöring och enade världens miljörörelser genom att etablera Lester Browns begrepp hållbar utveckling globalt.
Arbetsgruppens uppgift var att utarbeta förslag till långsiktiga miljöstrategier för en hållbar utveckling, som sedan skulle fungera som det överordnade målet för miljöarbetet. I Brundtlandrapporten finns följande definition: "En hållbar utveckling är en utveckling som tillfredsställer dagens behov utan att äventyra kommande generationers möjligheter att tillfredsställa sina behov".